# 莱贡
莱贡（法語：Les Gonds，法語發音：[le ɡɔ̃]）是法国滨海夏朗德省的一个市镇，位于该省中部，属于桑特区。

## 地理
莱贡（45°42'55"N, 0°37'0"W）面积12.96 平方千米，位于法国新阿基坦大区滨海夏朗德省，该省份为法国西部滨海省份，北起旺代省，西临大西洋，南至吉倫特省，东南接多爾多涅省，东北接德塞夫勒省接壤，东临夏朗德省。
与莱贡接壤的市镇（或旧市镇、城区）包括：贝尔讷伊、沙尼耶、库尔库里、普雷吉亚克、桑特、泰纳克。

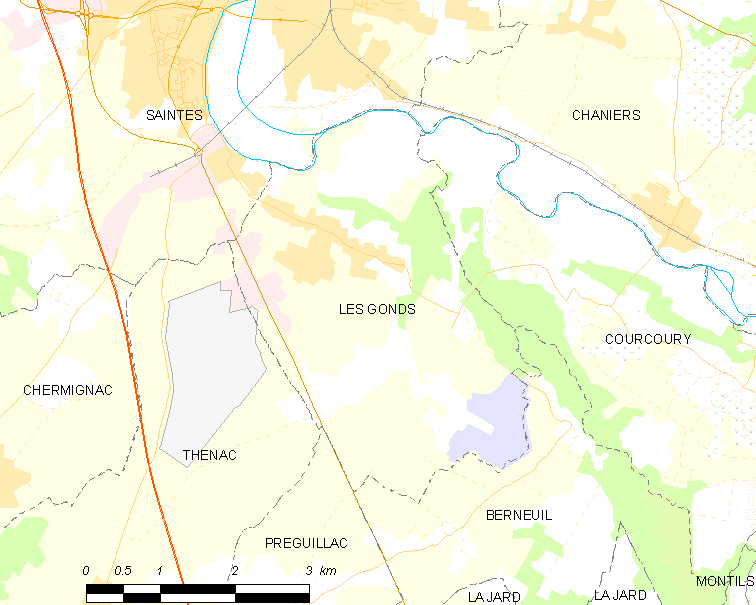
莱贡的OSM定位图

莱贡的时区为UTC+01:00、UTC+02:00（夏令时）。

## 行政
莱贡的邮政编码为17100，INSEE市镇编码为17179。

## 政治
莱贡所属的省级选区为泰纳克县。

## 人口

1962-2008年间莱贡人口变化图示

莱贡于2022年1月1日时的人口数量为1759人。